# Narratofilia
La narratofilia è il termine che identifica l'attrazione erotica nei confronti delle parole o storie oscene. Nasce dalla combinazione delle parole narrazione (forma di organizzazione del discorso umano) e parafilia (pulsione erotica).